# Звёздные войны: Видения
«Звёздные во́йны: Виде́ния» (англ. Star Wars: Visions) — анимационный телесериал-антология, созданный для американского стримингового сервиса Disney+, часть медиафраншизы «Звёздные войны». Спродюсирован компанией Lucasfilm.
Первый сезон, состоящий из девяти короткометражных аниме-фильмов, создан семью японскими анимационными студиями: Kamikaze Douga, Studio Colorido, Geno Studio, Trigger, Kinema Citrus, Production I.G и Science SARU. Создатели каждого из эпизодов имели возможность переосмыслить идеи «Звёздных войн» на свой лад, при этом работая под надзором руководства Lucasfilm. Первый сезон вышел 22 сентября 2021 года и получил положительные отзывы критиков. Второй сезон, состоящий из короткометражек от студий из Японии, Индии, Великобритании, Ирландии, Испании, Чили, Франции, Южной Африки и США, вышел 4 мая 2023 года. Третий сезон выйдет в 2025 году.

## Сюжет
Антология состоит из девяти эпизодов, каждый из которых имеет оригинальный сюжет, связанный с вселенной Звёздных войн. «Видения» не войдут в официальный канон саги: они включат альтернативные трактовки ряда сюжетных линий. Продюсеры изначально предоставили создателям антологии максимальный творческий простор.
Действие эпизода «Лоп и Очо» разворачивается в эпоху Галактической империи между событиями, показанными в фильмах «Звёздные войны. Эпизод III: Месть ситхов» и «Звёздные войны. Эпизод IV: Новая надежда». Действие «Старшего» относится ко времени до «Скрытой угрозы», тогда как близнецы в одноимённом эпизоде задействуют остатки имперской армии после событий, показанных в картине «Звёздные войны: Скайуокер. Восход». «Девятый джедай» показывает, что происходило с джедаями после «Восхода».

## Создание и релиз
Проект был официально анонсирован 10 декабря 2020 года как аниме-антология, которая будет состоять из десяти короткометражных фильмов. В июле 2021 года состоялся предварительный просмотр и стало известно, что количество эпизодов сократилось до девяти («Девятый джедай» изначально представлял собой две серии).
Отдельные части антологии были созданы шестью японскими анимационными студиями: Kamikaze Douga, Twin Engine, Trigger, Kinema Citrus, Production I. G. и Science SARU. В августе 2021 года появился дебютный трейлер проекта. Премьера состоялась 22 сентября 2021 года на Disney+. В мае 2022 года сериал был продлён на 2 сезон, который вышел 4 мая 2023 года. Третий сезон выйдет в 2025 году.

## Оценки
Первый сезон
На сайте-агрегаторе отзывов Rotten Tomatoes первый сезон получил рейтинг 96 % со средней оценкой 8,2 из 10. Рецензенты с этого ресурса отметили «великолепную анимацию» и «невероятную креативность». На сайте Metacritic сезон получил 79 баллов из 100, что указывает на «в целом положительные отзывы». Энджи Хан из The Hollywood Reporter увидела в антологии «любовь к „Звёздным войнам“, которая настолько глубока, что среди молодых и непосвящённых обязательно появятся новые поклонники, а старые фанаты вспомнят, почему они так сильно влюбились в эту вселенную». Тайлер Херско из IndieWire назвал антологию «прекрасно анимированной и остроумно написанной» с «феноменальными» экшен-сценами. Майк Хейл из New York Times счёл, что отдельные фильмы в составе первого сезона «больше похожи на прослушивания для продолжения сериала, чем на органичное целое», но отметил «красоту ручной работы» и «визуальное разнообразие» антологии. Автор статьи для CNN Брайан Лоури признал, что в сериале, в соответствии с его названием, «представлены уникальные и интригующие видения».
Джейк Кляйнман из Inverse назвал «Видения» «откровением» и «лучшей новой историей Lucasfilm со времен оригинальной трилогии». Хуан Баркин (The A.V.Club) написал, что антология вызвала у него «своего рода бесконечное удивление» и возродила «детское увлечение „Звёздными войнами“». Джордан Вудс из Harvard Crimson назвал проект «Звёздными войнами в лучшем виде: смелыми, амбициозными, креативными и, самое главное, инновационными». Амон Уорманн из Empire оценил сезон на 4 звезды из 5, сделав вывод, что «Далёкая-далёкая галактика никогда ещё не выглядела так потрясающе в анимации».
Первый сезон «Видений» был назван одним из лучших анимационных проектов 2021 года изданиями Paste, TheWrap, Polygon, Collider, Gizmodo, Anime News Network, / Film. Его называли одной из лучших частей франшизы за последние годы.
Второй сезон
На сайте Rotten Tomatoes второй сезон получил рейтинг 100 % со средней оценкой 8,9/10. Рецензенты с этого ресурса заявили: «Вторая часть „Видений“, анимированная со всей яркостью сверкающего светового меча, — это работа мастеров-джедаев». На сайте Metacritic сезон получил 88 баллов из 100, что указывает на «всеобщее признание».
Бретт Уайт из Decider назвал второй сезон «самым очевидным доказательством непреходящей актуальности „Звёздных войн“». Камбол Кэмпбелл из Empire оценил его на 4 звезды из 5, заявив, что «эта калейдоскопическая антология… заставляет „Звёздные войны“ снова казаться новыми». Он отметил, что формат антологии позволяет сочетать разные жанры, отсылки к разным историческим и культурным феноменам. Саманта Нельсон из IGN оценила второй сезон на 9 звезд из 10, назвав его «попеременно бестолковым, политизированным, милым и захватывающим», отметив разнообразие персонажей и стиль анимации. При этом она констатировала, что работа разных студий оказалась недостаточно согласованной: в каждой третьей истории второго сезона разрабатывается, по большому счёту, один и тот же сюжет.